# Algernon Percy, VI duque de Northumberland
Algernon George Percy, 6th Duke of Northumberland, (20 de mayo de 1810 - 2 de enero de 1899), conocido como Lord Lovaine entre 1830 y 1865, y como conde Percy entre 1865 y 1867, fue un político conservador británico. Sirvió en el mandato del conde de Derby como director general y vicepresidente de la Junta de Comercio, y en el de Benjamin Disraeli como Lord del Sello Privado entre 1878 y 1880.

## Primeros años
Northumberland fue el hijo mayor de George Percy, Lord Lovaine, siendo este hijo de Algernon Percy, I conde de Beverley, y nieto de Hugh Percy, I duque de Northumberland. Después de la sucesión en el condado de Beverley a favor de su padre en 1830, Algernon fue conocido como Lord Lovaine; en 1865, su padre heredó el ducado de su primo, Algernon Percy, IV duque de Northumberland, por lo que se pasó a ser titulado como conde Percy. Su madre era Louisa, hija del Honorable James Stuart-Wortley-Mackenzie, segundo hijo del Primer Ministro John Stuart.

## Carrera política
Northumberland  fue miembro de la Cámara de los Comunes por Bere Alston entre 1831 y 1832, y por Northumberland Norte entre 1852 y 1865. Fue Civil Lord del Almirantazgo entre 1858 y 1859, así como director general y vicepresidente de la Junta de Comercio en 1859  durante el segundo gobierno de Lord Derby. El último año fue también espada del Consejo Privado.
En 1867, sucedió a su padre e ingresó en la Cámara de los Lores. Ocupó el cargo de Lord del Sello Privado en 1878, con un puesto en el gabinete del segundo gobierno del conde de Beaconsfield hasta la caída del mismo en 1880.
Northumberland fue también Lugarteniente de Northumberland entre 1877 y 1899. Fue nombrado caballero de la Orden de la Jarretera en 1886.

## Familia
Northumberland se casó con Louisa (m. 1890), hija de Henry Drummond, en 1845. Northumberland murió en enero de 1899, nueve años después que su esposa, a la edad de ochenta y ocho años. Fueron enterrados en la cripta familia de la abadía de Westminster. Fue sucedido por su hijo mayor Henry, conde Percy; su segundo hijo, Lord Algernon Percy, también fue político.
Contrató a Anthony Salvin para hacer reformas neogóticas en el castillo de Alnwick, así como para adquirir la colección reunida por el pintor Vicenzo Camuccini y nutrir la antigua colección de Northumberland House (demolida en 1874).